# Montréal souterrain
Pour les articles homonymes, voir Réso.
Le Montréal souterrain, ou réseau piétonnier souterrain de Montréal (RÉSO), est le réseau de ville souterraine de Montréal. Ce réseau souterrain couvre 32 kilomètres de tunnels. On lui donne depuis 2004 le nom officiel de RÉSO. Le RÉSO est fréquenté par près de 183 millions de personnes chaque année.
Les tunnels et galeries permettent de relier de l’intérieur plusieurs édifices à bureaux, des complexes résidentiels, des centres commerciaux, des universités, des résidences de luxe et des hôtels. Les tunnels contiennent aussi une large gamme de restaurants et de boutiques allant du très chic au bon marché. Le Montréal souterrain contiendrait d’ailleurs près de 12 % de tous les commerces du centre-ville. Le réseau souterrain de Montréal permet de faire du magasinage en évitant les intempéries de l'hiver québécois.

## Histoire

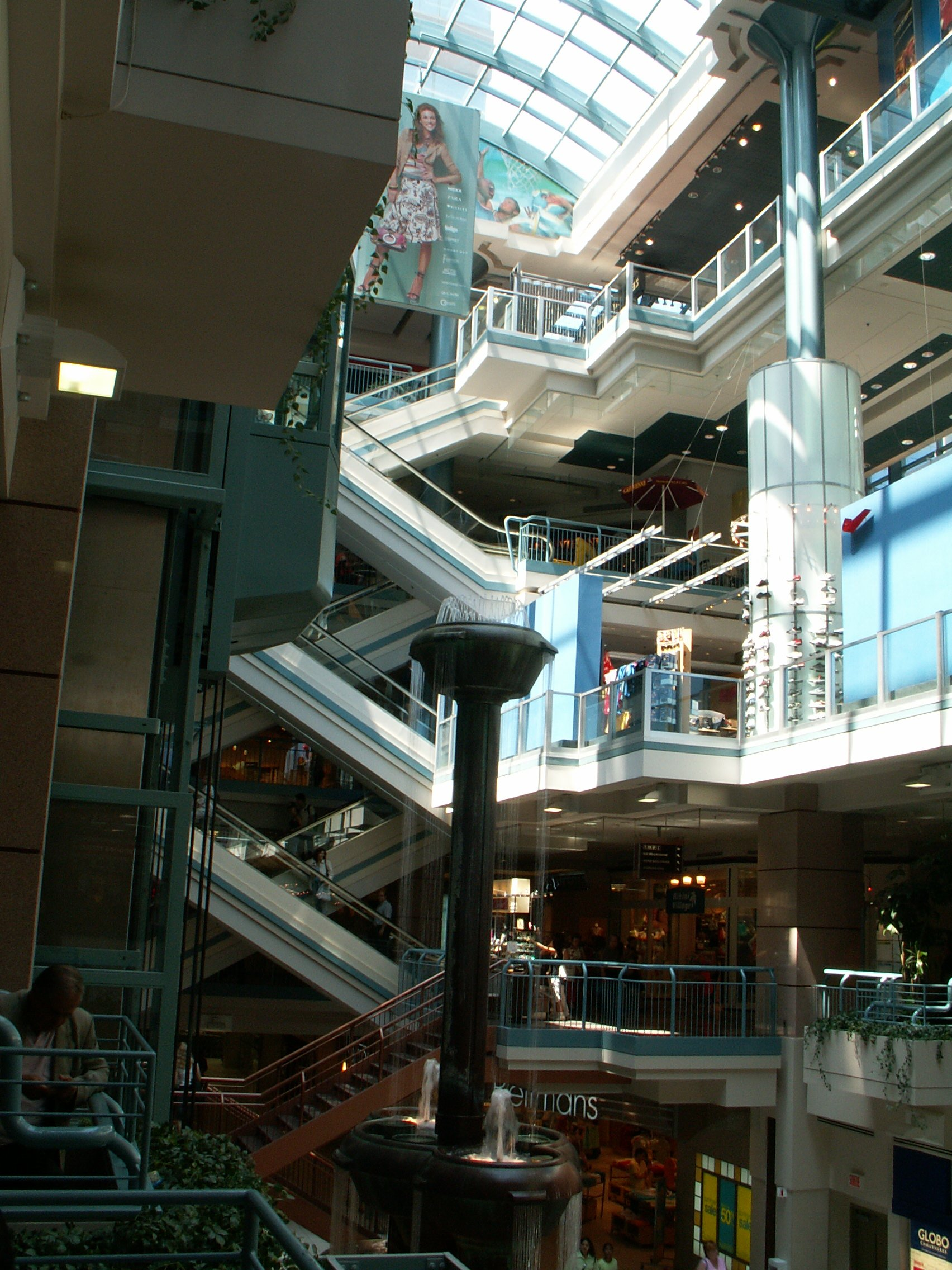
Passage entre les stations de métro Peel et McGill, dans la Place Montréal Trust

Le « Montréal souterrain » a fait partie des plans de modernisation du maire Jean Drapeau, dans les années 1950, avec le métro de Montréal. Il est né avec la construction de la Place Ville-Marie en 1962, une tour de bureaux et un centre commercial souterrain. Cette construction a eu lieu dans le but de couvrir un trou béant du nord de voies ferroviaires de la gare centrale de Montréal. Un tunnel a ainsi joint la place Ville-Marie à la gare centrale et à l'hôtel Fairmont Le Reine Élizabeth. 
C'est le plus grand complexe souterrain au monde,. L'observatoire de la Ville intérieure (OVI) de l'Université de Montréal a réalisé de nombreux travaux sur l'évolution historique de ce que l'on appelle aujourd'hui le RÉSO.

### Métro de Montréal
En 1966, l'ouverture du métro de Montréal a créé des tunnels joignant la station Bonaventure, l'hôtel Château Champlain, la tour de bureaux de la Place du Canada, la place Bonaventure, la gare centrale de Montréal et la gare Windsor, formant le noyau de la ville souterraine. La station Square-Victoria s'est vue reliée à la tour de la Bourse.
La STCUM ajouta à la ville souterraine les droits aériens (au-dessus des entrées de station de métro) pour la construction par baux emphytéotiques, une manière d'acquérir d'excellentes valeurs immobilières. Quand le métro fut inauguré, en 1966, dix bâtiments étaient déjà reliés directement aux stations de métro. Le développement s'est poursuivi jusqu'à ce qu'il ne reste plus d'espaces libres aux stations McGill, Bonaventure, Guy-Concordia et Place-d'Armes.

### Centres commerciaux, tours de bureaux et gares
En 1974, le complexe de tour de bureaux Complexe Desjardins est construit, stimulant la construction « au second centre ville » d'un segment de ville souterraine entre les stations Place-Des-Arts et Place-d'Armes, par l'intermédiaire de la place des Arts, du Complexe Desjardins, du Complexe Guy-Favreau du gouvernement fédéral, et du palais des congrès.
Entre 1984 et 1992, la taille de la ville souterraine s'est vue augmentée, avec la construction de trois centres commerciaux liés par tunnels, dans le secteur des stations Peel et McGill : Les Cours Mont-Royal, la place Montréal Trust et les promenades de la Cathédrale (construit sous la cathédrale Christ Church). La station McGill avait déjà été liée avec La Baie, Eaton (maintenant Les Ailes de la Mode), le centre Eaton, et deux autres complexes commerciaux et de bureaux. Entre 1984 et 1989, la ville souterraine s'est agrandie, passant de 12 kilomètres de passages à 22.
Des projets d'envergure ont contribué à agrandir la ville souterraine tout au long des années 1990, y compris le 1000 de la Gauchetière (le bâtiment le plus haut à Montréal), le 1250 René-Lévesque, et le centre de commerce mondial de Montréal. Ces espaces de bureaux ont un secteur commercial secondaire, mais ils emploient leur raccordement à la ville souterraine comme point de vente pour leur espace de bureaux. En outre, la construction d'un tunnel entre le centre Eaton et la place Ville-Marie a consolidé les deux moitiés centrales de la ville souterraine. La construction du Centre Bell a relié la station de métro Lucien-L'Allier à la ville souterraine, de même qu'elle a remplacé la gare Windsor par la nouvelle station de train de banlieue, la Gare Lucien-L'Allier.

## Développements récents
En 2003, la reconstruction complète du Quartier international de Montréal a consolidé tous les segments séparés de la ville souterraine centrale avec des couloirs piétonniers continus. La construction des sièges sociaux de l'OACI a joint la place Bonaventure à la station Square-Victoria. Cette station a été à son tour jointe au Palais des Congrès. C'est donc en 2004 que les derniers maillons manquants au réseau ont été complétés.
Quant à la section Place-des-Arts/Place-d'Armes, elle a été jointe via le nouvel édifice de la Caisse de dépôt et de placement et un tunnel sous la place Jean-Paul-Riopelle. Attrait particulier, les nouvelles sections de tunnel dans le quartier international contiennent des affichages éducatifs et artistiques commandités par les principaux musées de Montréal. De par cette construction, on peut maintenant marcher à travers toute la section centrale de l'arrondissement de Ville-Marie complètement sous terre, de la Place des Arts au Centre Bell.

## Géographie

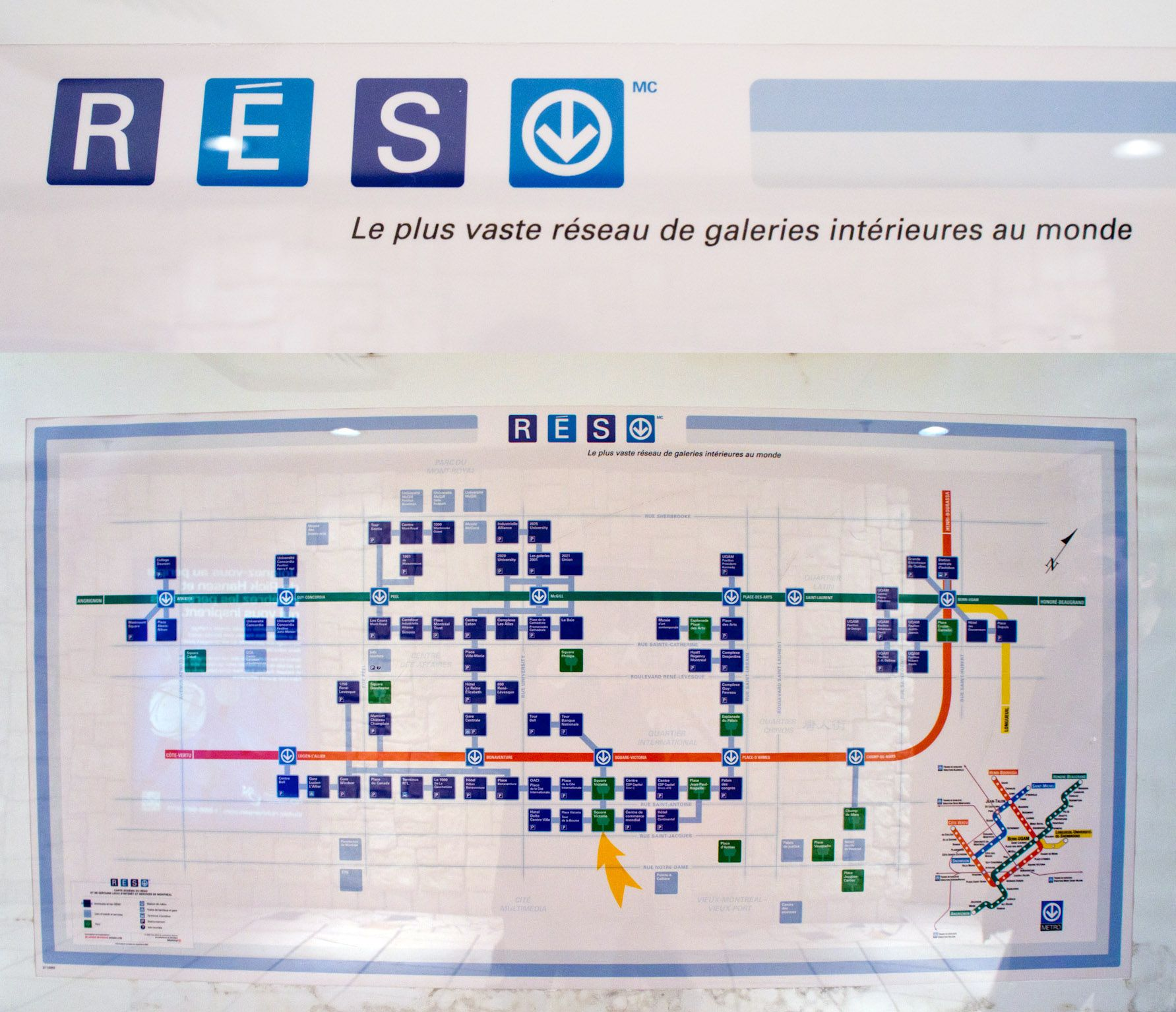
Plan de la ville souterraine de Montréal

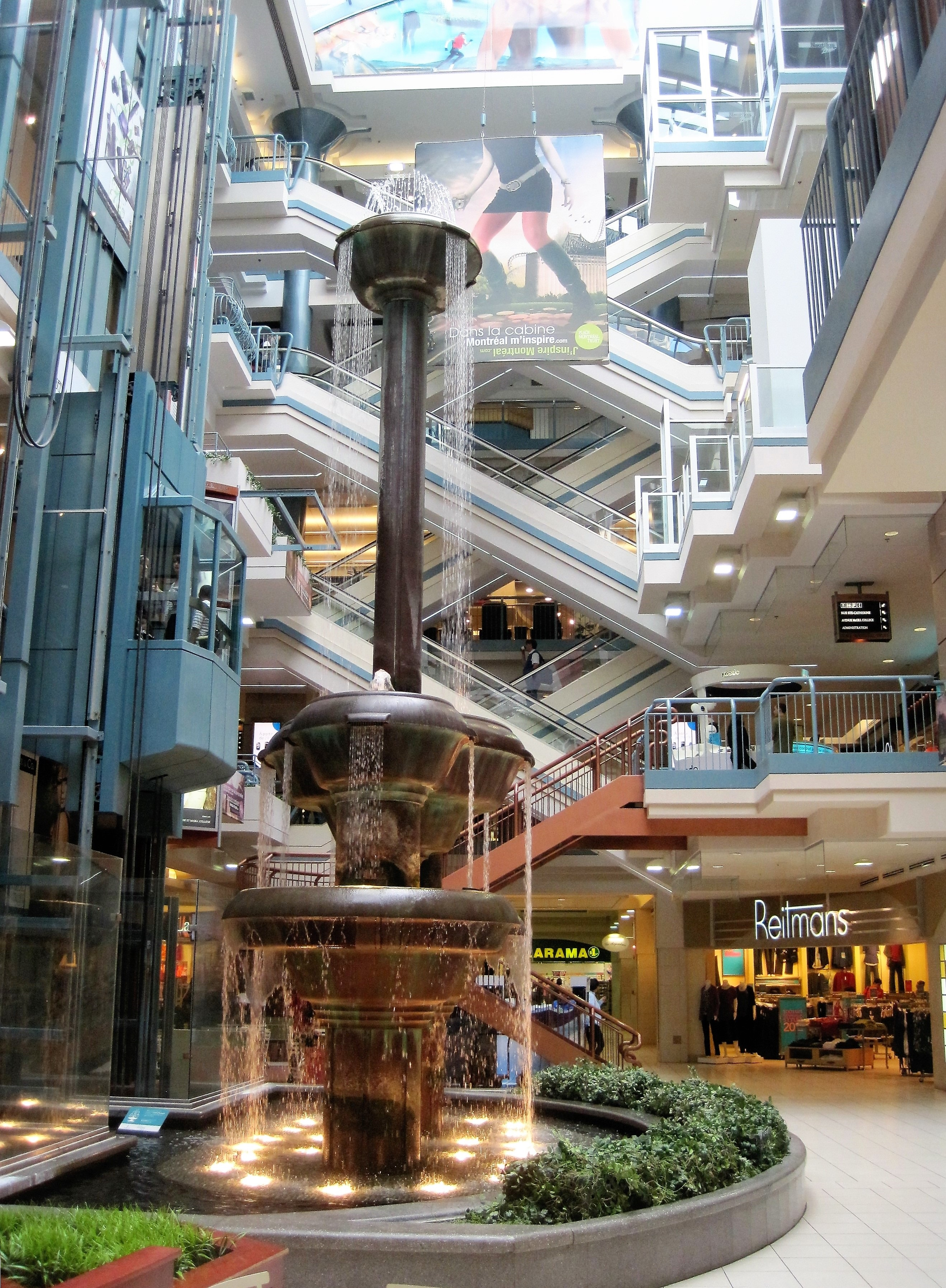
Fontaine de cuivre de Place Montreal Trust, 2010

Le réseau consiste en 32 km de tunnels, couvrant 12 km2 et incluant 60 complexes résidentiels et commerciaux, totalisant 3,6 km2 d'espace utilisable. Ceci représente 80 % de l'espace de bureau et 35 % de l'espace commercial de l'arrondissement de Ville-Marie. Parmi les services accessibles, on compte des banques, des hôtels, des centres commerciaux, des sièges sociaux, des édifices universitaires, des résidences de luxe, ainsi que sept stations de métro et deux stations de trains de banlieue. Le Montréal souterrain comporte plus de 190 points d'accès extérieur et plus de 500 000 personnes l'utilisent chaque jour, surtout durant l'hiver.

## Édifices connectés au RÉSO
Le RÉSO est divisé en plusieurs segments, dont le plus connu est le segment central, dans l'arrondissement Ville-Marie. Il se situe entre les stations de métro  Peel et Place-des-Arts, sur la Ligne Verte, et Lucien-L'Allier et Place-d'Armes, sur la ligne Orange; ces deux sous-segments sont reliés au niveau des stations McGill et Bonaventure, ainsi que des stations Place-des-Arts et Place-d'Armes.

### Segment central

#### Station Peel
- Tour La Maritime (999 Maisonneuve O)
- Place Montréal Trust
- Tour Scotia
- Centre Mont-Royal
- Le 2000 Peel
- Les Cours Mont-Royal
- Carrefour Industrielle Alliance
  - Cinéma Banque Scotia (en)
  - La Maison Simons
  - anciennement Simpson's
  - (vers le métro McGill via la Place Montréal Trust)
- Centre Bell (via McGill et Bonaventure)

#### Station McGill
- Centre Eaton/1501 McGill College
  - anciennement Les Terrasses
  - Musée Grévin Montréal

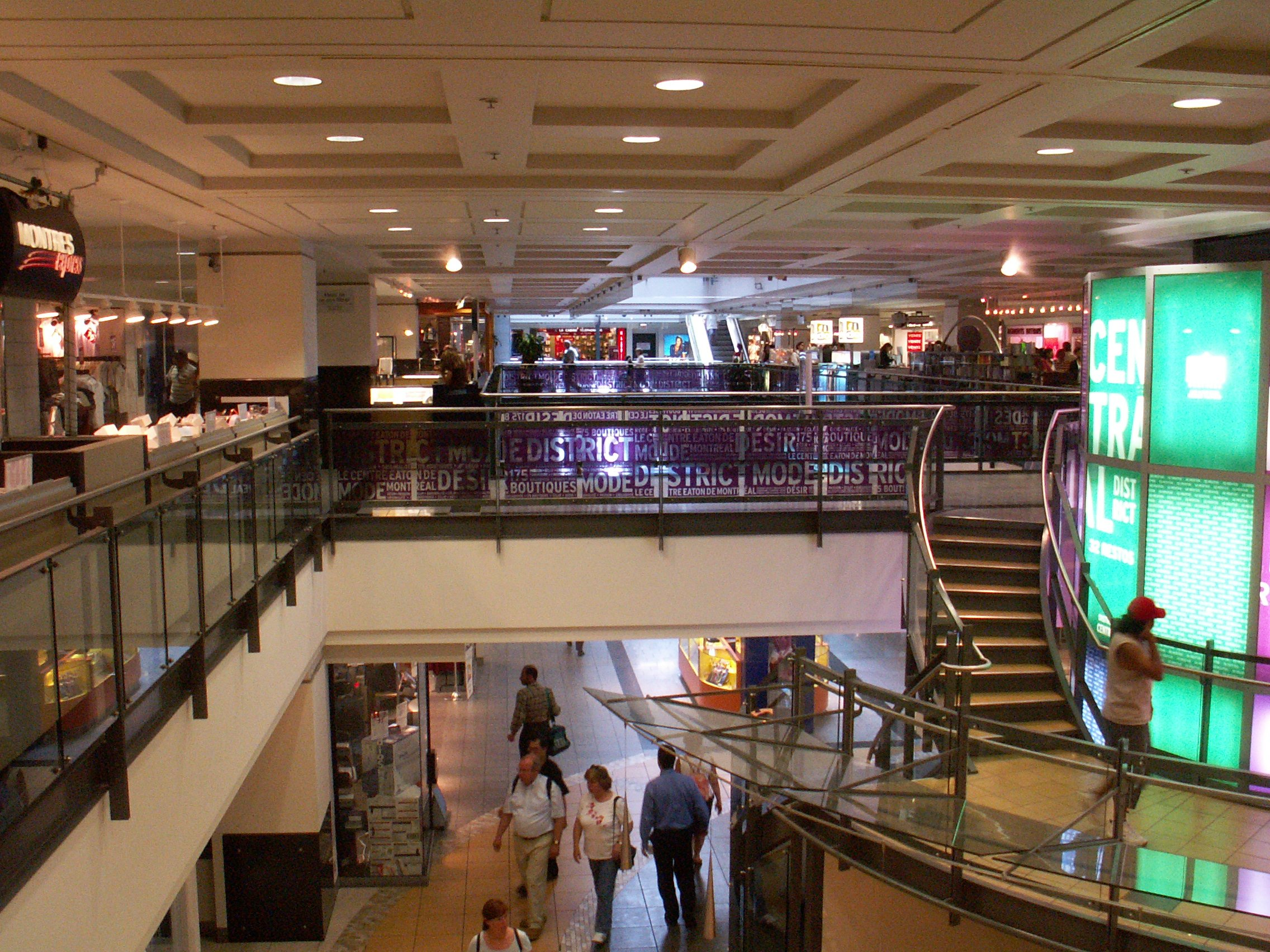
Un passage entre les métros McGill et Bonaventure, dans le Centre Eaton

  - (vers le métro Bonaventure via la Gare Centrale et la Place Ville-Marie)
- Place Montréal Trust/Maison Astral
  - (vers le métro Peel via le Carrefour Industrielle-Alliance)
- Tour Industrielle-Alliance (2000 McGill College)
- Tour KPMG
- Le Centre 2020 University
- Place London Life/Les Galeries 2001 University (2001 Robert-Bourassa)
- 688 Sherbrooke (Université McGill)
- La Baie
- Le Parkade (2021 Union)
- Les Promenades Cathédrale/La Maison des Coopérants
- Complexe Les Ailes
  - anciennement Eaton's
- Cathédrale Christ Church de Montréal

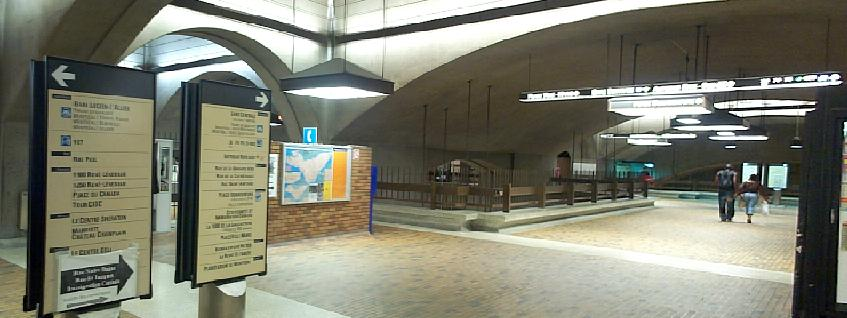
Un accès au Montréal souterrain, de la station de métro Bonaventure

#### Station Bonaventure
- Le 1000 de La Gauchetière

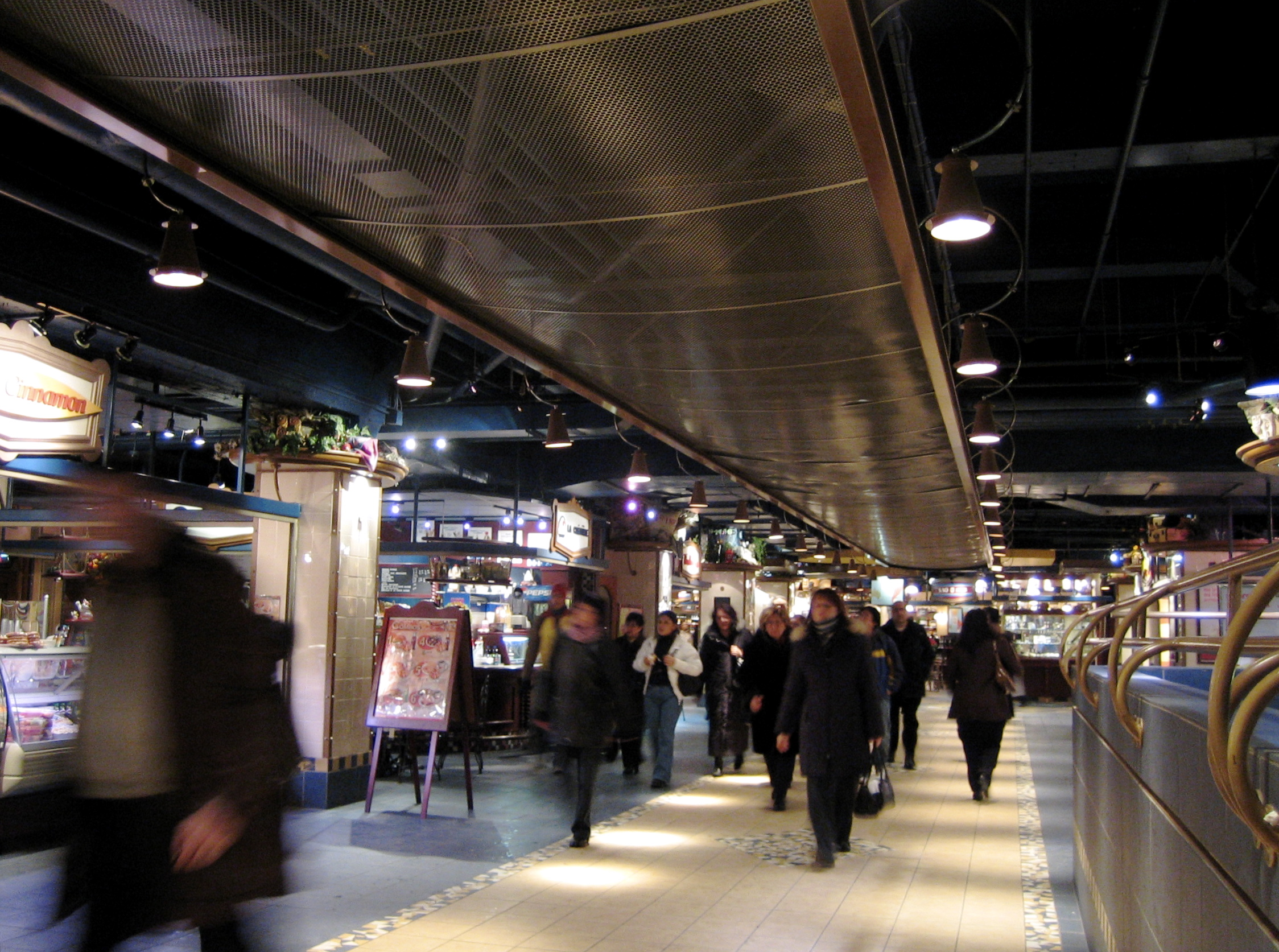
Les Halles de la gare : de la Gare Centrale à la Place Ville-Marie

  - Terminus Centre-ville (pour les autobus de banlieue)
- L'hôtel Fairmont Le Reine Élizabeth
- Place Bonaventure
  - (vers le métro Square-Victoria via l'édifice de l'OACI)
- Place du Canada - Hôtel Château Champlain
- Gare Centrale
- Place Ville-Marie
  - (vers le métro McGill via le Centre Eaton)
- Le 1250 René-Lévesque Ouest
- Édifice Gare Windsor - Siège social du Canadian Pacific Railway
  - (vers le métro Lucien-L'Allier via le Centre Bell)

#### Station Lucien-L'Allier
- Gare Lucien-L'Allier
- Centre Bell (vers le métro Bonaventure via l'Édifice de la Gare Windsor)
- 1250 René-Lévesque
- Tour Deloitte

#### Station Square-Victoria—OACI

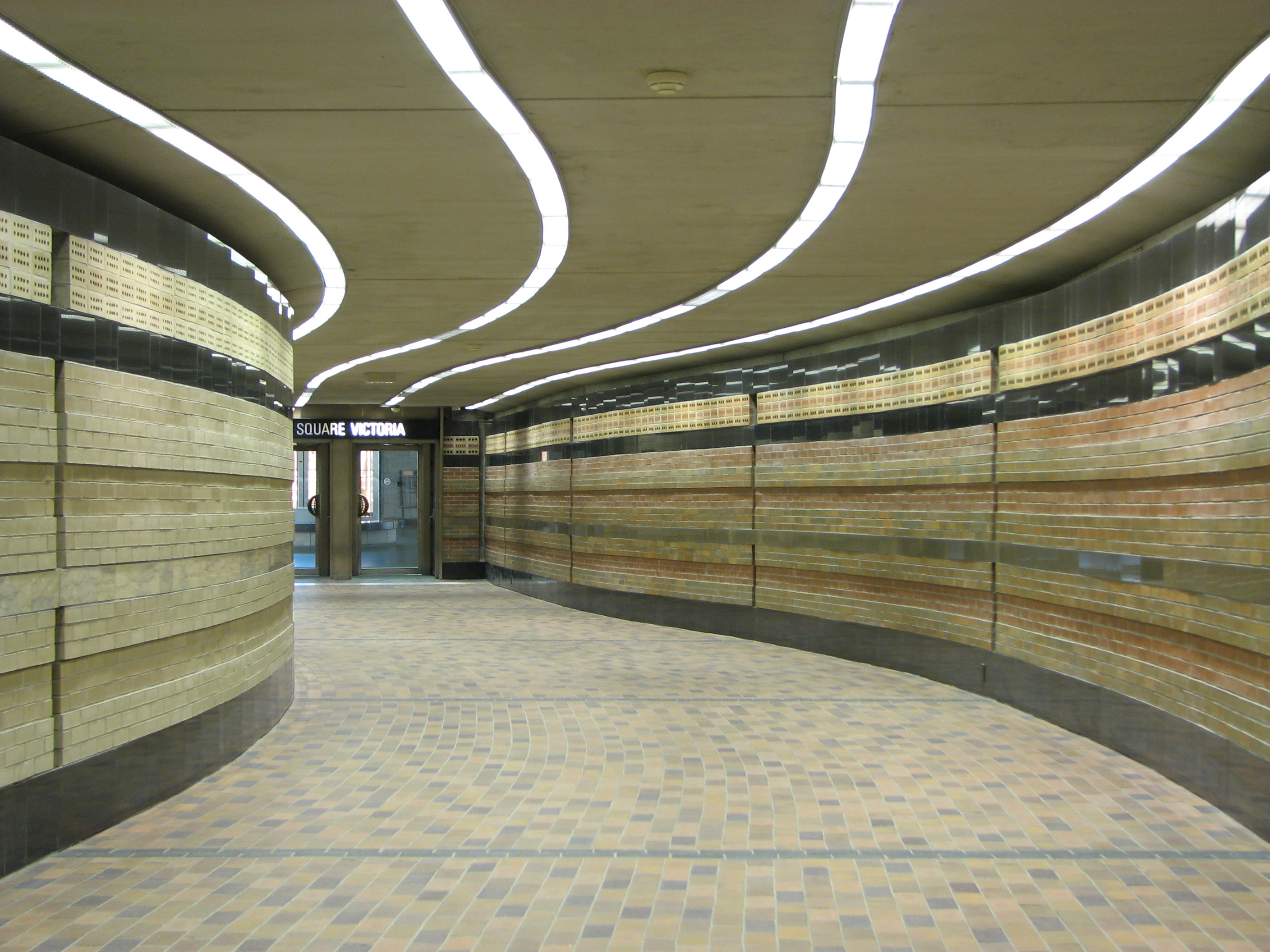
Passage entre le Centre de commerce mondial et la station de métro Square Victoria

- Organisation de l'aviation civile internationale (OACI)
  - (vers le métro Bonaventure via la Place Bonaventure)
- Complexe Maisonneuve
  - (avec les tours Bell et Banque nationale)
- 1080 Côte du Beaver Hall
- Centre CDP Capital
  - (vers le métro Place-d'Armes via le Palais des congrès de Montréal)
- Centre de commerce mondial de Montréal (Edifice Canada Steamship Lines, Hôtel InterContinental)
- Tour de la Bourse (Place Victoria, Hôtel Delta Centre-Ville)
- Tour Aimia/Altoria

#### Station Place-d'Armes
- Palais des congrès de Montréal

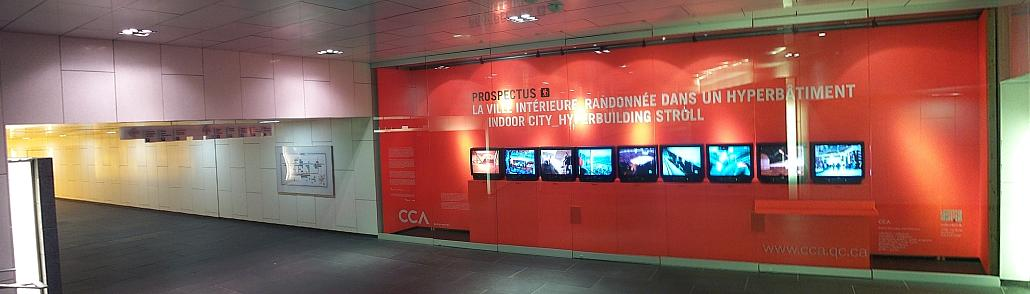
Tunnel de la CDP au Palais des congrès de Montréal

  - (vers le métro Square-Victoria—OACI via la Place de la Cité internationale)
- Complexe Guy-Favreau (Gouvernement du Canada)
  - (vers le métro Place-des-Arts via le Complexe Desjardins)
- Basilique Notre-Dame de Montréal

#### Station Place-des-Arts

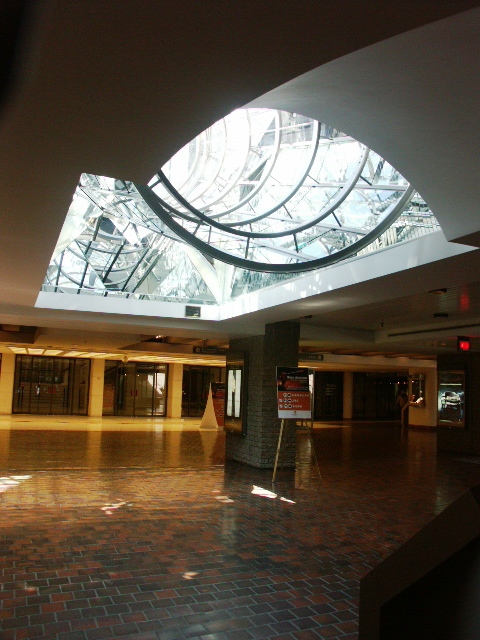
Puits de lumière dans le corridor de la Place des Arts vers le métro et l'UQAM

- UQAM (pavillons Président-Kennedy, Chimie, Biochimie, Sciences Informatiques, le pavillon Sherbrooke ainsi que celui des Sciences biologiques)
- Place des Arts
  - Musée d'art contemporain de Montréal
- Complexe Desjardins
  - (vers le métro Place-d'Armes via le Complexe Guy-Favreau)
- Édifice Jean-Lesage (Hydro-Québec)

### SegmentBerri-UQAM
La station de métro Berri-UQAM est la station centrale du réseau de métro, située à l'est du centre-ville. En plus de lier plusieurs édifices de l'Université du Québec à Montréal (UQAM) — les pavillons Judith-Jasmin, Athanase-David, Hubert-Aquin, Thérèse-Casgrain, Éducation, Design, Sciences de la gestion et J.-A.-De Sève — elle est aussi connectée à la Gare d'autocars de Montréal, la station pour les connexions intermunicipales, interprovinciales et vers les États-Unis. La Place Dupuis, un complexe commercial, de bureau et hôtelier, est aussi liée, de même que la Grande Bibliothèque du Québec.

### SegmentGuy-Concordia
Cette station comporte une connexion directe à partir de son entrée sur la rue Guy au :
- Pavillon du métro Guy (Guy Metro Building) de l'Université Concordia
- Pavillon de Génie, Informatique et Arts visuels de l'Université Concordia
- Pavillon de l'École de Gestion John Molson de l'Université Concordia
- La Bibliothèque Webster et le pavillon Henry F. Hall

Au moment présent, il n'y a pas de connexion interne entre la station Guy-Concordia et la tour à bureau qui surplombe son édicule, rue St-Mathieu.

### SegmentAtwater
La station Atwater, à l'ouest du centre-ville et à l'extrémité est de Westmount, est connectée aux centres commerciaux Plaza Alexis-Nihon et Westmount Square, à des tours à bureaux, des complexes résidentiels et au Collège Dawson.

### Autres stations
Plusieurs autres stations de métro à l'extérieur du centre-ville sont connectées à d'autres édifices.
- La station Pie-IX
  - Stade olympique de Montréal
- La station Jean-Talon
  - Tour Jean-Talon
- La station Édouard-Montpetit
  - Centre d'éducation physique et des sports de l'Université de Montréal (CEPSUM)
- La station Longueuil–Université-de-Sherbrooke
  - Terminus d'autobus de la RTL.
  - Complexe Saint-Charles
  - Université de Montréal (Campus de Longueuil)
  - Université de Sherbrooke (Campus de Longueuil)

- La station Vendôme
  - Centre Universitaire de Santé McGill (Site Glen)
  - Gare Vendôme

## Le Montréal souterrain hors RÉSO
D'autres édifices publics sont reliés via des tunnels, sans faire partie du RÉSO.

### Universités
- Université McGill - Plusieurs édifices sont reliés par des tunnels, sur le campus du centre-ville:
  - Le complexe de génie est composé d'édifices reliés entre eux et avec le pavillon Burnside Hall.
  - Les résidences sur l'avenue du Parc sont reliées avec Complexe La Cité
- Université Concordia - voir la section Segment Guy-Concordia
- Université du Québec à Montréal - voir les sections Segment Berri-UQAM et Station Place-des-Arts
- Université de Montréal - Certains départements de l'université sont reliés entre eux par un tunnel longeant le Garage Louis-Colin.
- École de technologie supérieure Les trois pavillons sont reliés ensemble par un premier tunnel sous la rue Notre-Dame pour les pavillons A et B, et par un second tunnel sous la rue Murray pour les pavillons A, E et D.

### Complexes résidentiels et commerciaux
- Complexe La Cité sur l'avenue du Parc
  - Cinéma du Parc
  - Galeries du Parc
  - Appartements La Cité

### Autre
- Les trois pavillons du Musée des beaux-arts de Montréal sont reliés par un tunnel sous la rue Sherbrooke, contenant des espaces d'exposition.
- Le pavillon principal du musée Pointe-à-Callière, appelé l'Éperon, est relié à l'ancienne douane de la place Royale par une galerie qui passe sous cette place et sous la place d'Youville. Cette galerie contient également des espaces d'exposition et des fouilles archéologiques y ont lieu depuis quelques années. Ces fouilles ont permis de retrouver les plus anciens vestiges historiques de Montréal[7].